# Rudolf Marktschläger
Rudolf Marktschläger (* 2. August 1896 in Linz; † 13. Mai 1966 in Steyr) war ein österreichischer Politiker (ÖVP) und Sparkassendirektor. Er war von 1945 bis 1949 Abgeordneter zum Österreichischen Nationalrat.
Marktschläger besuchte nach der Volksschule ein Gymnasium und war in der Folge als Bankbeamter und Sparkassendirektor der Oberösterreichischen Volkskredit Bauern- und Gewerbebank beschäftigt. Er gehörte von 1927 bis 1934 dem Gemeinderat von Steyr an und war bis 1933 auch Vizebürgermeister der Stadt. Er vertrat die ÖVP zwischen dem 19. Dezember 1945 und dem 8. November 1949 im Nationalrat.